# Altaelven
Altaelven (samisk: Álttáeatnu), hedder den nedre del af Alta-Kautokeino-vandsystemet, som ligger i den vestlige del af Troms og Finnmark fylke i Norge. Elven er 49 kilometer lang og har sine kilder nær grænsen til Finland og fylkesgrænsen til Troms. Den øvre del, som løber igennem Kautokeino kommune, kaldes Kautokeino-elven. Efter vandkraftudbygningen af elven er dæmningen blevet skellet mellem Altaelva og Kautokenoelva. Herfra løber den igennem Alta kommune og Nordeuropas største klippekløft, videre gennem Storelvdalen og Altadalen frem til udløbet i Altafjorden.

## Sideelve
- Eibyelva
- Gargiaelva

## Historie
Frem til 1600-tallet var det stort set kun samer, som fiskede i Altaelven. I 1600-tallet begyndte den danske konge at interessere sig for de nordlige landområder. Fra da af blev elven bortforpagtet mod en årlig afgift. Omkring 1730 overtog en lokal forening af lodsejere administrationen af fiskeriet i elven. Med tiden blev det til det fortsat eksisterende Alta Laksefiskeri Interessentskap. I 1800-tallet begyndte engelske rigmænd og adelige at tage på 'opdagelsesrejser' til Norge. De var på udkig efter elve med godt fiskeri efter laks. Den første engelske gentleman, der kom til Alta, var Sir Hyde Parker, som besøgte elven første gang i 1836. Englænderne hyrede lokale karle til at ro for sig. Ofte gik jobbet som 'klepper' (fiskeguide) i arv fra far til søn.

### Altaudbygningen
I 1968 blev der lagt planer om at bygge et vandkraftanlæg ved  Alta-Kautokeinovassdraget, og i 1970 besluttede Norges vassdrags- og energidirektorat, at Altaelven med tilhørende sideelve skulle udbygges, det vil sige opstemmes, for at man kunne udnytte vandkraften til produktion af strøm. Konssesionsansøgningen, som blev fremlagt i 1974, var stærkt reduceret i forhold til de første planer. Stortinget godkendte ansøgningen den 30. november 1978 med 90 stemmer for og 36 stemmer imod. Modstanden mod udbygningen var delt i Alta. I 1973 blev Altaudvalget dannet, hvilket var starten på den organiserede modstand mod udbygningen. Modstanderne var særligt bekymrede for elvens unikke stamme af storlaks. De laks, som gennem omkring 150 år havde tiltrukket lystfiskere fra nær og fjern.
Udvalget satte gang i et informationsarbejde om konsekvenserne ved en udbygning. Folkeaksjonen mot utbygging av Alta-Kautokeinovassdraget startede i 1979 med passivt modstandsarbejde mod anlægsarbejdet. Modstanden vakte opsigt i hele Norge og udviklede sig efterhånden til en landsomfattende organisation og Norgeshistoriens største civile ulydighedsaktion. Den første aktion fandt sted den 5. juli 1979, hvor demonstranter satte sig ned for at stoppe anlægsmaskinerne. Aktioner med demonstranter, der lænkede sig sammen og lænkede sig til gravemaskinerne, fortsatte til midten af oktober. Folk fra hele Norge mødte op for at deltage. I alt deltog op mod 10.000 demonstranter. Det lokale politi magtede ikke at hindre demonstranternes aktioner. Regeringen besluttede at sætte Norges hidtil største politiaktion i værk. Op mod 600 politifolk, svarende til cirka 10 % af landets politistyrke, ankom til Alta, hvor de var indkvarteret på et cruiseskib. Også mandskab fra civilforsvaret deltog. Sagen udviklede sig efterhånden fra at bevare laksen til at blive en sag om samiske rettigheder. Den 24. januar 1982 indså Folkeaktionen, at slaget var tabt og indstillede aktionerne. I slutningen af februar 1982 afsagde Norges Højesteret dom om, at Stortingets beslutning var gyldig.
Byggeriet gik i gang, og i maj 1987 kunne vandkraftværket sættes i drift. Kraftværket er placeret 40 kilometer oppe ad elven, hvor man opførte en 110 meter høj betondæmning. Bag dæmningen ligger et 18 kilometer langt vandmagasin. Vandkraftværket producerer årligt omkring 655 GWh. De nederste 40 kilometer af elven er fortsat lakseførende.

## Lystfiskeri
Alta er kendt for sine store laks og sit eksklusive fiskeri. Fiskekort til elven sælges af Alta Laksefiskeri Intressentskap, men antallet af kort er begrænset. Ansøgning må sendes ind tidligt på året, og alle kortene sælges ved en lodtrækning. Ved køb af kort får man eksklusiv ret til fiskepladsen, og der er kun tilladelse til at fiske med én stang ad gangen.
Elven er delt ind i fem zoner, med varierende antal kort i hver zone. Navnene på fiskepladserne i elven er en blanding mellem norske, samiske og finske navne.
Norge har flere hundrede elve med opgang af laks, men Alta er i en klasse for sig, når det gælder storlaks. Der er fanget laks op til 33 kilo i elven (i Danmark er rekorden 26,5 kilo), og hvert år fanges der fisk på 20-24 kilo. Som storlaks regner man laks tungere end syv kilo. I 2011 fangede lystfiskere 1.082 storlaks i elven.

### Adkomst
Der går ingen veje op langs Alta, så transport foregår i en særlig type elvbåde. Bådene måler 7 til 9 meter og er lidt over en meter brede. I dag bruges påhængsmotor, mens man tidligere stagede sig frem. Der var to stagere, en i front og en bag. Datidens både smallere og noget kortere. Den nedre del af elven kan man komme til med bil ad skovveje. For at komme til de øvre fiskezoner Sandia og Sautso er båd eneste mulighed.